# The Wedding Banquet (2025)
The Wedding Banquet  ist ein US-amerikanischer Spielfilm von Andrew Ahn aus dem Jahr 2025. Es handelt sich um eine Neuverfilmung der preisgekrönten Komödie Das Hochzeitsbankett von Ang Lee aus dem Jahr 1993. Die Weltpremiere fand Ende Januar im Rahmen des Sundance Film Festivals 2025 statt.

## Handlung
Min ist frustriert über seinen Freund Chris, der jede Verpflichtung scheut. Aus der Not heraus gibt er seiner lesbischen Freundin Angela und deren Partnerin Lee ein Versprechen – Min geht eine Scheinehe mit Angela ein, um in den USA an eine Green Card zu gelangen und ein uneingeschränktes Arbeits- und Aufenthaltsrecht zu erhalten. Im Gegenzug verpflichtet er sich dazu Lees Kinderwunsch zu erfüllen und teure In-vitro-Fertilisationsbehandlungen zu zahlen. Die Ereignisse überstürzen sich, als Mins Großmutter alle mit einem aufwendigen koreanischen Hochzeitsbankett überrascht.

## Veröffentlichung
The Wedding Banquet wurde am 27. Januar 2025 beim 41. Sundance Film Festival uraufgeführt. Dort war das Werk in die Sektion Premieres eingeladen worden. Der Kinostart in Deutschland war am 5. Juni 2025.